# Chespirito
 (février 2016).
Si vous disposez d'ouvrages ou d'articles de référence ou si vous connaissez des sites web de qualité traitant du thème abordé ici, merci de compléter l'article en donnant les références utiles à sa vérifiabilité et en les liant à la section « Notes et références ».
Roberto Gómez Bolaños (né le 21 février 1929 à Mexico - 28 novembre 2014 à Cancún), il est plus connu sous son nom de scène Chespirito (qui signifie plus ou moins « le petit Shakespeare », pseudonyme qui lui fut donné par le réalisateur Agustín P. Delgado, en raison de sa petite taille) est un scénariste, acteur, réalisateur et humoriste mexicain.

## Biographie
Il est le second des trois fils (Francisco, Roberto et Horacio) d'Elsa Bolaños-Cacho Aguilar (secrétaire bilingue) et Francisco Gómez Linares (peintre et illustrateur).
Son frère Horacio était aussi acteur. Le président mexicain Gustavo Díaz Ordaz Bolaños était l'un de ses cousins.
Avant d'être acteur, il fut boxeur débutant, et obtint également un diplôme d'ingénieur de l'UNAM (Université nationale autonome du Mexique). Il a commencé sa carrière comme créatif publicitaire au début des années 1950, avant de devenir scénariste.
Il épouse Graciela Fernández (décédée en 2013), avec qui il aura 6 enfants et dont il divorcera pour vivre avec Florinda Meza.
Il est créateur de plusieurs personnages de télévision qui sont des caricatures de la société mexicaine des années 1970 : El Chapulin Colorado et El Chavo del Ocho, par exemple, pour ne citer que les plus connus. Ses séries continuent à être diffusées dans toute l'Amérique latine. Il interprète en général le rôle principal de chaque série et est entouré par un groupe d'acteurs, dont sa femme, Florinda Meza, qu'il a épousée le 19 novembre 2004, qui campent des personnages récurrents.

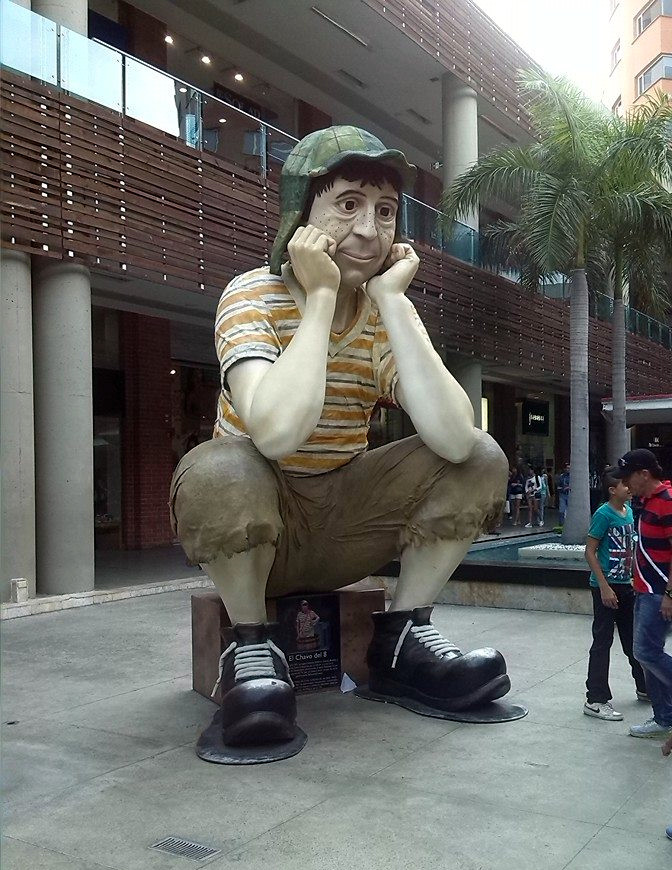
Sculpture de El Chavo del Ocho à Cali, Colombie.

Ces acteurs, très connus en Amérique latine, en grande partie grâce à leur participation à ces séries, sont Carlos Villagrán, Ramón Valdés, María Antonieta de las Nieves, Florinda Meza, Rubén Aguirre, Edgar Vivar, Angelines Fernández, Horacio Gómez Bolaños (petit frère de Chespirito) et Raúl "Chato" Padilla.
Chespirito est également le créateur de plusieurs autres séries télévisées dont les héros ont tous un nom commençant par les lettres "CH" : El doctor Chapatin, Chaparrón Bonaparte etc. Ces différentes séries, rassemblant elles aussi les mêmes acteurs, ont connu des évolutions diverses, mais n'ont pas atteint le niveau de popularité du Chapulin Colorado et du Chavo del Ocho.
Un des fils de Chespirito, nommé Roberto Gómez Fernández, est réalisateur.
En 2012, à l'occasion de ses 40 ans de carrière, un hommage a été rendu à Chespirito par 11 pays, à savoir le Mexique, la Colombie, l'Argentine, le Brésil, la Bolivie, le Guatemala, l'Équateur, le Pérou, le Costa Rica, les États-Unis et le Nicaragua. Cet hommage intitulé América celebra a Chespirito, comprenait de nombreuses manifestations culturelles du 1er au 11 mars 2012. Il incluait des concerts, des concours d'imitateurs, des concours de connaissances sur l'univers de Chespirito, etc. De plus un livre comportant des photos inédites de la jeunesse de Chespirito a été publié dans ces pays à cette occasion.
Roberto Gómez Bolaños est mort à 85 ans le 28 novembre 2014 à Cancún au Mexique à 3 h 15 (heure locale du Mexique) en raison de complications respiratoires.

## Filmographie

### Acteur
- Once y Doce (2009)
- Don Calavera (1993-1994)
- Chaparron Bonaparte (1980-1995)
- Vicente Chambón (1980-1984)
- El Chompiras (1972-1995)
- El Chavo del Ocho (1971-1992)
- El Chapulín Colorado (1970-1993)
- Doctor Chapatín (1968-1995)
- Música de viento (1988)
- El Charrito (1984)
- Don ratón y don ratero  (1983)
- El Chanfle 2 (1982)
- El Chanfle (1979)
- El amor de María Isabel (1971)
- El cuerpazo del delito (1970)
- La princesita y vagabunda (1969)
- La hermana Trinquete (1969)
- Operación carambola (1968)
- Las tres magníficas (1968)
- El zángano (1967)
- Dos criados malcriados (1960)
- Dos locos en escena (1960)

### Scénariste
- Once y Doce (2009)
- ¡Que vivan los muertos! (1998)
- Charrito (1984)
- El Chanfle II (1982)
- El Chanfle (1979)
- ¡Ahí madre! (1970)
- Fray Dólar (1970)
- La princesa hippie (1969)
- Operación carambola (1968)
- El camino de los espantos (1967)
- Un bovio para dos hermanas (1966)
- Los reyes del volante (1965)
- Los astronautas (1964)
- Los invisibles (1963)
- ¡En peligro de muerte! (1962)
- Pegando con tubo (1961)
- Limosneros con garrote (1961)
- Dos tontos y un loco (1961)
- Los desenfrenados (1960)
- El dolor de pagar la renta (1960)
- Los tigres del desierto (1960)
- Dos criados malcriados (1960)
- Vagabundo y millonario (1959)
- Angelitos del trapecio (1959)
- Los legionarios (1958)

### Compositeur
- Charrito (1984)
- ¡En peligro de muerte! (1962)
- Tres lecciones de amor (1959)
- Los legionarios (1958)